# Theodore Roszak (artysta)
Theodore Roszak (ur. 1 maja 1907 w Poznaniu, w ówczesnym Cesarstwie Niemieckim, zm. 3 września 1981 w Nowym Jorku) – amerykański rzeźbiarz polskiego pochodzenia. W wieku dwóch lat wyemigrował wraz z rodziną do Stanów Zjednoczonych. Karierę rozpoczął jako rysownik i litograf, później zajął się malarstwem, a na początku lat 30. XX wieku – rzeźbą. Podczas II wojny światowej projektował samoloty. Po wojnie miał szereg wystaw indywidualnych w Stanach Zjednoczonych i za granicą. Zrealizował szereg rzeźb dla instytucji publicznych. Jest jednym z prekursorów tzw. rzeźby spawanej (ang. welded sculpture).

## Życiorys i twórczość

### Młodość i edukacja
Theodore Roszak urodził się 1 maja 1907 roku w Poznaniu, w ówczesnym Cesarstwie Niemieckim. W 1909 roku jego rodzina wyemigrowała do Stanów Zjednoczonych osiedlając się w Chicago. Mając 13 lat wygrał państwowy konkurs sztuki, sponsorowany przez The Chicago Herald-Examiner. To zachęciło go do rozpoczęcia nauki w School of the Art Institute of Chicago. Studiował tam latach 1922–1928, początkowo, jako nastolatek, w niepełnym wymiarze godzin, a następnie, po ukończeniu szkoły średniej, w pełnym wymiarze godzin. Zainteresowawszy się amerykańskim malarstwem realistycznym przeniósł się w 1926 roku do Nowego Jorku, gdzie zapisał się na wykłady w National Academy of Design u George’a Luksa. Pobierał też u niego prywatne lekcje uczęszczając równocześnie na kursy logiki i filozofii na Columbia University. Po powrocie do Chicago został wykładowcą w School of the Art Institute of Chicago. W 1928 roku chicagowska Allerton Galleries zorganizowała pierwszą indywidualną wystawę Roszaka prezentując jego litografie.

### Pobyt w Europie
W latach 1929–1930 Roszak przebywał w Europie w związku z przyznanym mu półtorarocznym stypendium. Odwiedził Paryż, a także miasta w Austrii, Niemczech i Włoszech poszerzając swoje zainteresowania o sztukę współczesną, co stało się punktem zwrotnym w jego karierze. Zainteresował się konstruktywizmem i surrealizmem, a szczególnie zaintrygowała go twórczość Giorgia de Chirico, która pomogła mu powiązać jego własny realizm ze współczesnymi, abstrakcyjnymi stylami.

### Powrót do Stanów Zjednoczonych
Roszak powrócił do Stanów Zjednoczonych przenosząc swoje zainteresowania artystyczne z malarstwa na rzeźbę. Początkowo eksperymentował w glinie i gipsie. Osiedlił się w Nowym Jorku. W 1932 roku wziął udział w pierwszym przeglądzie Whitney Annual (późniejszym Whitney Biennial); uczestniczył również w późniejszych przeglądach. Oprócz pracy z rzeźbą wolnostojącą i reliefową, znalazł w czasie wielkiego kryzysu zatrudnienie za pośrednictwem WPA Federal Art Project. Jeszcze bardziej wzmocnił swoje związki z konstruktywizmem i estetyką przemysłową, gdy został w latach 1938–1940 wykładowcą w nowojorskim Design Laboratory (później Laboratory School of Industrial Design). Szkoła ta, założona w 1935 roku pod kierownictwem, między innymi, László Moholy'a-Nagy'a, podejmowała próby wprowadzenia zasad Bauhausu w Stanach Zjednoczonych. W latach 1936–1945 Roszak tworzył trójwymiarowe, montowane na ścianie rzeźby, w których eliminował wszelkie materialne aspekty tematu pozostawiając jedynie bezkompromisową, geometryczną formę samych przedmiotów. Jego rzeźby z II połowy lat 30. XX wieku miały wyraziste, przemysłowe odniesienia, były zazwyczaj malowane w kolorach podstawowych integrując maszynową estetykę dadaizmu z jasnymi, precyzyjnymi, formalnymi zasadami konstruktywizmu. Po raz pierwszy wystawiono je w 1940 roku w Julien Levy Gallery.
W latach 1941–1955 Roszak wykładał także projektowanie i rzeźbę w Sarah Lawrence College w Yonkers.

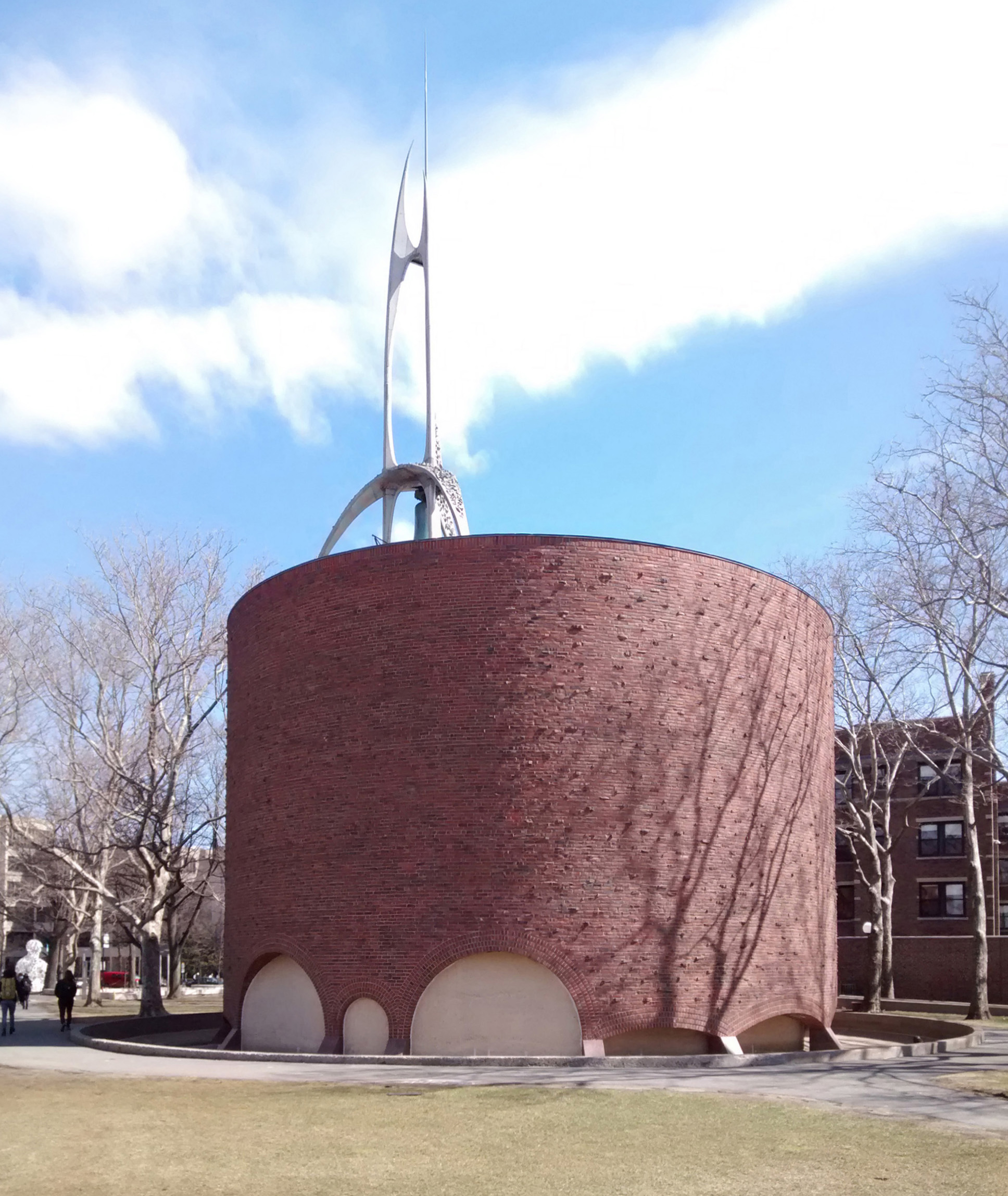
Iglica i dzwonnica MIT Chapel

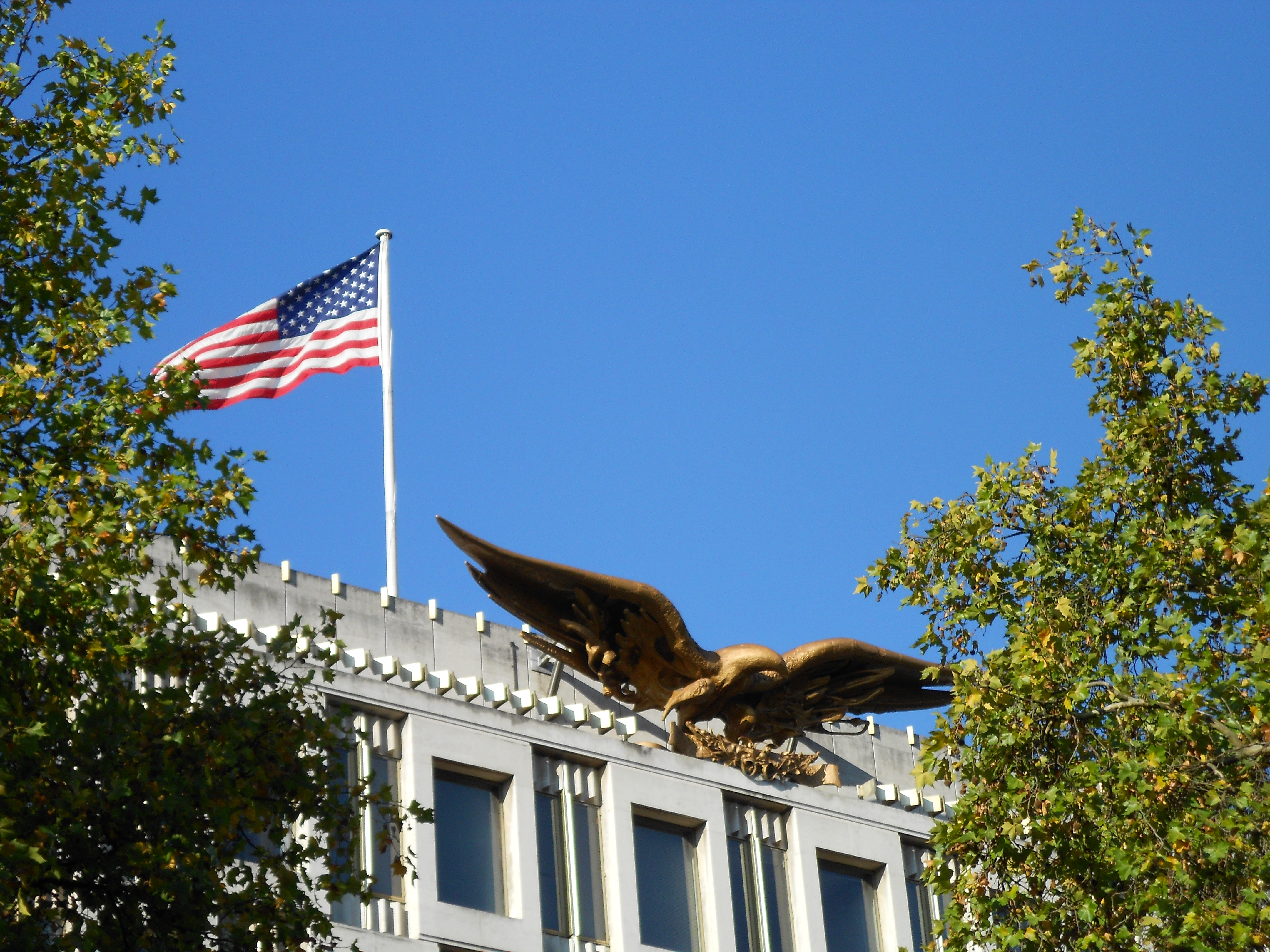
Orzeł wieńczący budynek ambasady Stanów Zjednoczonych w Londynie

Podczas II wojny światowej projektował samoloty wykładając również mechanikę lotniczą w Brewster Aeronautical Corporation. Pracował jako kreślarz lotniczy w Stevens Institute of Technology w Hoboken. W jego pracach z tego okresu pojawiały się takie tematy jak śmierć i zniszczenie, rytualna przemoc i obrzędy przejścia.

#### Okres powojenny
Po wojnie, głęboko wstrząśnięty nadużyciami technologii, porzucił konstrukcjonizm. Około 1946 roku powrócił do bardziej swobodnych i bardziej ekspresjonistycznych form rzeźbiarskich. Wraz z takimi artystami jak Seymour Lipton i David Smith stał się prekursorem tzw. rzeźby spawanej (welded sculpture), zgłębiając wariacje fakturalne, a także niekonwencjonalne materiały. Najeżone kolcami stalowe formy zastąpiły wcześniejszą gładką, maszynową precyzję.
W 1951 roku Roszak miał pierwszą wystawę indywidualną w Pierre Matisse Gallery w Nowym Jorku. Wystawa retrospektywna, zorganizowana przez Walker Art Center w Minneapolis i Whitney Museum of American Art w Nowym Jorku, była prezentowana w latach 1956–1957 w różnych miastach Stanów Zjednoczonych. Roszak brał także udział w wystawie sztuki współczesnej documenta w Kassel (1959) i w Biennale w Wenecji (1960). W latach 60. i 70. XX wieku był także członkiem kilku zarządów, takich jak: Advisory Committee on Cultural Presentations Program, State Department, Washington, D.C. (1962–1966) oraz the Fine Arts Commission, New York (1969–1975). Zmarł 3 września 1981 roku w Nowym Jorku.

## Nagrody
- stypendium R Tiffany Foundation Fellowship (1931);
- Logan Medal of the Arts (Art Institute of Chicago, 1947);
- Purchase Award (Museu de Arte Moderna de São Paulo, 1951);
- Widener Gold Medal (Pennsylvania Academy of the Fine Arts, 1956)[3].

## Główne dzieła
- Iglica i dzwonnica MIT Chapel Eero Saarinena w Massachusetts Institute of Technology w Cambridge, zaprojektowane w 1955 roku, a zamontowane rok później były jego pierwszym dużym zamówieniem architektonicznym. Pozbawiony denominacyjnych odniesień projekt ewokuje symbole tego, co artysta uważał za trzy główne religie: judaizm, katolicyzm i protestantyzm[4];
- Orzeł z pozłacanego aluminium o ponad 10-metrowej rozpiętości skrzydeł, umieszczony na szczycie budynku ambasady Stanów Zjednoczonych w Londynie (1955–1960)[5];
- Rzeźba Sentinel, zamontowana w 1968 roku przed New York City Department of Health and Mental Hygiene Laboratory Building przy 455 First Avenue w Nowym Jorku. Jej formy mają według artysty symbolizować odwagę tych, którzy poświęcili się nauce i ludzkości[6].